# Bistum Ponta Grossa

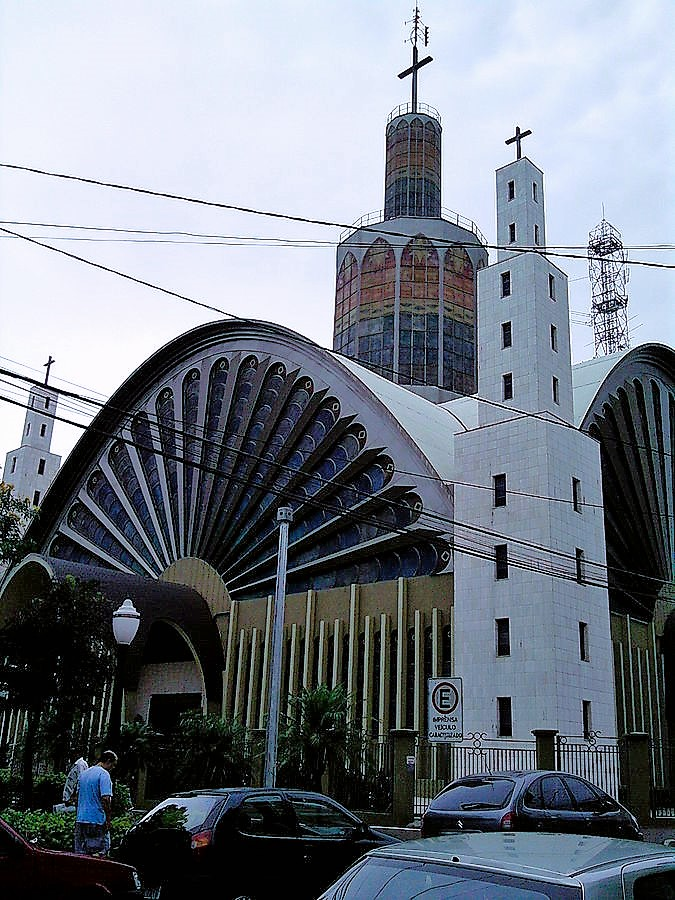
Ponta Grossa, Kathedrale Sant’Ana

Das Bistum Ponta Grossa (lateinisch Dioecesis Ponta Grossa, portugiesisch Diocese de Ponta Grossa) ist eine in Brasilien gelegene römisch-katholische Diözese mit Sitz in Ponta Grossa im Bundesstaat Paraná.

## Geschichte
Papst Pius XI. gründete es am 10. Mai 1926 mit der Apostolischen Konstitution Quum in dies numerus aus Gebietsabtretungen des Erzbistums Curitiba, dem es auch als Suffragandiözese unterstellt wurde.
Teile seines Territoriums verlor es zugunsten der Errichtung folgender Bistümer:
- 9. Dezember 1933 an die Territorialprälatur Palmas;
- 16. Dezember 1965 an das Bistum Guarapuava;
- 3. Dezember 1976 an das Bistum União da Vitória.

## Territorium
Das Bistum Ponta Grossa umfasst die Gemeinden Carambeí, Castro, Fernandes Pinheiro, Guamiranga, Imbaú, Imbituva, Ipiranga, Irati, Ivaí, Ortigueira, Piraí do Sul, Ponta Grossa, Reserva, Teixeira Soares, Telêmaco Borba, Tibagi und Ventania des Bundesstaates Paraná.

## Bischöfe von Ponta Grossa
- Antônio Mazzarotto (16. Dezember 1929 – 20. März 1965)
- Geraldo Claudio Luiz Micheletto Pellanda CP (20. März 1965 – 2. Januar 1991)
- Murilo Sebastião Ramos Krieger SCI (8. Mai 1991 – 7. Mai 1997, dann Erzbischof von Maringá)
- João Braz de Aviz (12. August 1998 – 17. Juli 2002, dann Erzbischof von Maringá)
- Sérgio Arthur Braschi (16. Juli 2003 – 10. Juni 2024)
- Bruno Elizeu Versari (seit 10. Juni 2024)